# Cherokee County, South Carolina
Cherokee County är ett administrativt område i delstaten South Carolina, USA. År 2010 hade countyt  55 342 invånare. Den administrativa huvudorten (county seat) är Gaffney. 

## Geografi
Enligt United States Census Bureau så har countyt en total area på 1 028 km². 1 018 km² av den arean är land och 13 km² är vatten. 

### Angränsande countyn
- Cleveland County, North Carolina - nord
- York County, South Carolina - öst
- Union County, South Carolina - syd
- Spartanburg County, South Carolina - väst
- Rutherford County, North Carolina - nordväst